# Luis García (basket-ball)
Pour les articles homonymes, voir Luis García et García.
Luis García, né le 21 juin 1941, est un ancien joueur uruguayen de basket-ball.